# Den allersidste dans (film)
Den allersidste dans er en dansk animationsfilm fra 2014 instrueret af Adriana Maria Hansen og Johannes Guttorm Thomsen og efter manuskript af Thilde Maj Holgersen, Kasper Lapp, Henrik Hass og Adriana Maria Hansen.

## Handling
Noah bor på Madagascar og har netop mistet sin bedstefar. Fra en dansk dreng hører Noah uhyggelige historier om, at skeletterne vandrer rundt på kirkegården om natten, og han er derfor bange for at deltage i den traditionelle fejring af de døde, kaldet "Famadihana". Her bliver de døde gravet op, og man danser med dem gennem gaderne. Noah ser dog sin frygt i øjnene og overnatter på kirkegården, hvor han ikke oplever noget uhyggeligt, men derimod taler med sin afdøde bedstefar og møder lemurer. Derefter er Noah klar til at deltage i fejringen af de døde.